# Uršula Krevs Birk
Uršula Krevs Birk, slovenska jezikoslovka
Deluje kot univerzitetna profesorica na Filozofski fakulteti UL na Oddelku za germanistiko z nederlandistiko in skandinavistiko

## Življenje
Študirala je nemški in slovenski jezik s književnostjo (oboje kot A-smer) na Filozofski fakulteti Univerze v Ljubljani. Od 1994 do leta 2001 je bila asistentka za nemški jezik na Oddelku za germanske jezike in književnost Filozofske fakultete Univerze v Ljubljani. Med letoma 1995 in 1996 je bila lektorica za slovenščino na Inštitutu za slavistiko Univerze v Tübingenu. Leta 1997 je postala magistrica nemškega jezikoslovja (FF UL) in tri leta kasneje končala doktorski študij ter postala doktorica jezikoslovnih znanosti. Leta 2001 se je na Oddelku za germanistiko FF UL zaposlila kot docentka za nemški jezik, nato kot izredna profesorica. 
Od leta 1994 do leta 2009 je sodelovala v organizaciji Centra za slovenščino kot drugi/tuji jezik FF ter tam vodila tečaje za slovenščino, jezikoslovni lektorat (SSJLK) ter izobraževalni seminar za učitelje slovenščine kot drugega/tujega jezika na temo »Nemška-slovenska kontrastiva«.
Od leta 2001 pa do danes je Uršula Krevs Birk nosilka ker nekaj predmetov na študijskih programih Oddelka za germanistiko z nederlandistiko in skandinavistiko. Poleg tega pa je bila do zdaj mentorica 32 predbolonjskih ter štirih bolonjskih diplomskih del, enega predbolonjskega in 6 bolonjskih magistrskih del ter ene doktorske disertacije. 
Od leta 2015 do leta 2017 je bila skrbnica bolonjskega študijskega programa Germanistika. Leta 2015 je postala izredna profesorica za nemški jezik na Oddelku za germanistiko z nederlandistiko in skandinavistiko Filozofske fakultete UL. Bila je tudi članica Uredništva znanstvenih publikacij pri Znanstveni založbi FF (2015–2017). Od aprila 2017 je Uršula Krevs Birk članica sveta Znanstvenoraziskovalnega inštituta Filozofske fakultete. Koordinatorka za izredni študij na Oddelku za germanistiko pa je od oktobra 2018. 
Bila je tudi gostujoča predavateljica na Univerzi v Osijeku, Univerzi v Regensburgu in Univerzi na Dunaju ter se udeleževala raznih mednarodnih znanstvenih konferencah. Aktivna je v medinstitucionalnih partnerstvih germanističnih oddelkov (Ljubljana–Leipzig, Ljubljana–Mannheim). Poleg vsega omenjenega je Uršula Krevs Birk bila in še vedno je dejavna pri različnih projektih doma in na tujih univerzah, udeležila se je mednarodnih znanstvenih srečanj z referatom in bila gostujoča predavateljica. Organizirala je tudi dve mednarodni znanstveni srečanji. Hkrati pa je tudi članica znanstvenih in strokovnih združenj.

## Delo

### Udeležba v projektih
Sodelovala je pri mednarodnem znanstvenem projektu Kommunikationsparadigmen in Mittel- und Südosteuropa pod vodstvom Oddelka za germanistiko Univerze v Zagrebu. Od leta 2012 in do danes sodeluje v medinstitucionalnem partnerstvu oddelkov za germanistiko Univerze v Ljubljani in Univerze v Mannheimu. Od leta 2013 in vse do danes je članica programske skupine Teoretične in aplikativne raziskave jezikov: kontrastivni, sinhroni in diahroni vidiki. Sodelovala je tudi v bilateralnem slovensko-bosanskem projektu Bolonjska reforma kot družbeni in jezikovni izziv v BiH, ZR Nemčiji in Sloveniji. Od leta 2016 do danes je sodelovala pri projektu Novi slovenski biografski leksikon II, ZRC SAZU. Sodeluje tudi pri bilateralnem slovensko-hrvaškem projektu Raba frazemov v konfliktnih dialogih v otroški in mladinski literaturi ter pri koordinirala projekt Migrationsbedingte Mehrsprachigkeit mit Deutsch in Slowenien und Deutschland, SLO-1 na Univerzi v Regensburgu.

### Udeležba na mednarodnih znanstvenih srečanjih z referatom in gostujoča predavateljica
Uršula Krevs Birk se je od leta 1998 pa vse do danes udeležila različnih mednarodnih konferenc na Univerzi v Ljubljani, Univerzi v Mariboru, Univerzi na Dunaju, Univerzi v Regensburgu, Univerzi v Osijeku, Univerzi v Münchnu, Univerzi na Velikem Trnovem, Univerzi v Sofiji, Univerzi v Budimpešti, Univerzi v Zadru, Univerzi v Linzu idr. ter gostujoča predavateljica na Univerzi v Tübingenu, Univerzi  v Pilsnu in Univerzi v Regensburgu.

### Organizacija mednarodnih znanstvenih srečanj
Na Univerzi v Zadru v sodelovanju z Univerzo na Dunaju in Univerzo v Regensburgu je organizirala mednarodno znanstveno konferenco Mehrnamigkeit zwischen Sprachwissenschaft, Sprachgeschichte und Sprachpolitik. 
Na Filozofski fakulteti v Ljubljani in Mariboru, skupaj z Univerzo v Regensburgu, Univerzo v Mariboru ter Pokrajinskim muzejem Kočevje je organizirala tudi mednarodni znanstveni simpozij Deutsche Mehrsprachigkeit im östlichen Europa.

### Pedagoška dejavnost
Uršula Krevs Birk je nosilka naslednjih predmetov na študijskih programih Oddelka za germanistiko z nederlandistiko in skandinavistiko:
- Uvod v splošno jezikoslovje,
- Slovenščina za germaniste,
- Nemški in slovenski jezik v medkulturni komunikaciji,
- Kontrastivna analiza,
- Prevajanje v slovenščino,
- Jezikoslovne metodologije,
- Nemški jezik v sistemu in rabi,
- Nemščina v stiku,
- Kontrastivno besediloslovje.

### Znanstvenoraziskovalna področja
Uršula Krevs Birk je dejavna predvsem na naslednjih področjih:

skladnja (vezljivost v nemščini in slovenščini, elipse), besedoslovje, leksikografija, besediloslovje, pragmalingvistika, sociolingvistika, nemško-slovensko medkulturno jezikoslovje: kontrastivno jezikoslovje (različni vidiki), leksikografija, kontaktno jezikoslovje (toponimi, nemške izposojenke v slovenščini, internacionalizmi, lažni prijatelji, interference, komunikativni obrazci ipd.), slovenščina kot tuji/drugi jezik, večjezičnost, jezik migrantov, jezik manjšin, jezikovni otoki (Kočevarji), jezikovne biografije ipd.

### Delovna področja
- članica uredništva znanstvenih publikacij pri založbi Filozofske Fakultete
- skrbnica prvostopenjskega bolonjskega programa Germanistika
- mentorica študentom na programu Germanistika
- oddelčna koordinatorica metodičnih navodil: Formale Anweisungen zum Verfassen von Seminar- und Magisterarbeiten (kako pisati seminarsko, diplomsko, magistersko nalogo)

## Članstvo v znanstvenih in strokovnih združenjih
Uršula Krevs Birk je članica naslednjih znanstevnih in strokovnih združenj:
- DiMOS – Forschungszentrum Deutsch in Mittel-, Ost- und Südosteuropa der Universität Regensburg (Raziskovalni center za nemščino v Srednji, Južni in Jugovzhodni Evropi Univerze v Regensburgu)
- MGV – Mitteleuropäische Germanistenvereinigung (Srednjeevropsko združenje germanistov)
- Bulgarischer Germanistenverband (Bolgarsko združenje germanistov)
- IFNIG – Das Internationale Forschungs- und Nachwuchsnetzwerk für Interkulturelle Germanistik (Mednarodna raziskovalna mreža za medkulturno germanistiko)
- VESNA – Verein zur Erforschung von Sprache und Name in Österreich (Društvo za raziskovanje jezika in imen v Avstriji)
- SOEGV – Südeuropäischer Germanistenverband (Južnoevropsko združenje germanistov)
- Slavistično društvo Slovenije

## Priznanja
Za diplomsko delo na slovenistiki Jezikovno vedenje pri Slovencih v Nemčiji je leta 1993 prejela Prešernovo nagrado za študente Filozofske fakultete UL.